# Кордюм Єлизавета Львівна
Єлизавета Львівна Кордюм (3 листопада 1932, Київ — 27 квітня 2024, Київ) — українська вчена у галузях клітинної біології, ембріології рослин та космічної біології, доктор біологічних наук (1969), професор (1986), член-кореспондент НАН України (2000), Заслужений діяч науки УРСР (1984), повний кавалер ордена княгині Ольги (1998, 2003, 2007), завідувачка відділу клітинної біології та анатомії Інституту ботаніки ім. М. Г. Холодного НАН України (протягом 1976—2024 років).

## Життєпис
У 1950 році закінчила середню школу із золотою медаллю, а в 1955 році — біологічний факультет Київського державного університету імені Т. Г. Шевченка.
Чотири роки після закінчення Університету працювала молодшим науковим співробітником Ботанічного саду імені академіка О. В. Фоміна Київського університету. В 1959 році перейшла на роботу в Інститут ботаніки АН УРСР молодшим науковим співробітником відділу ембріології та цитології. В 1976 році Є. Л. Кордюм була призначена завідувачкою відділу цитології (нині — клітинної біології та анатомії Інституту ботаніки ім. М. Г. Холодного НАН України). Паралельно з цією посадою з 1998 по 2003 роки працювала заступницею директора з наукових питань, а в 1998—1999 рр. — виконувачка обов'язків директора Інституту ботаніки ім. М. Г. Холодного НАН України.
Віцепрезидент Українського товариства клітинної біології (від 2004 року).

## Наукова діяльність
Є. Л. Кордюм — фахівець у галузях клітинної біології, ембріології рослин і космічної біології.
У 1968 році захистила докторську дисертацію на тему: «Порівняльна ембріологія та цитологія видів зонтичних у зв'язку з їх філогенетикою та еволюцією» у Ботанічному інституті ім. В. Л. Комарова АН СРСР.
Вивчала питання пластичності й стабільності онтогенезу рослин, роль генної експресії у фенотипічній пластичності рослин (їх адаптації до зовнішнього середовища). Відкрила явище негативної гравітації реакції кореня у комбінованому магнітному полі з частотою, резонансною циклотронній частоті іонів кальцію.
Запропонувала перші класифікації макроспорангіїв покритонасінних рослин, гравічутливості рослинної клітини. Описала механізми клітинних реакцій та адаптації рослин до зміни гравітації.
Широку популярність Єлізавета Львівна здобула завдяки роботі науковою керівницею спільного українсько-американського космічного біологічного експерименту (1995—1998 рр.). Загалом брала участь у 48 космічних експериментах, є редакторкою розділів журналу «Advances in Space Research». У 1996—1997 рр. — очолювала організаційну і наукову підготовку унікального спільного українсько-американського експерименту за програмою «Шатл» на американському космічному кораблі «Колумбія» за участю українського космонавта Леоніда Каденюка.
|  | "Над дослідом, який проводився Леонідом Каденюком під час його перебування на космічному кораблі "Колумбія" у 1997 році, ми працювали три роки. Ріпак, соя і мох були обрані тому, що компактні і швидко розвиваються. Ми були дуже вдячні Леоніду Костянтиновичу, він ретельно підготувався до експерименту і ми, українські і американські вчені, отримали хороший матеріал для подальшого дослідження. Зараз над рослинами в космосі проводять багато експериментів, виростили горох в четвертому поколінні, зібрали урожай пшениці, але знаєте, що мені хотілося б ще сказати - як ми вивчаємо рослини у космосі і вони є необхідним компонентом систем життєзабезпечення, так і на землі мені б хотілося, щоб до рослин ставилися уважніше. Ми часто чуємо про глобальні зміни клімату і ви знаєте, що інші живі істоти можуть рухатися, сховатися від сонця, від високої температури, а рослини не можуть, вони залишаються на одному місці і пристосовуються до будь-яких несприятливих впливів навколишнього середовища. І зараз ведуться дуже ретельні дослідження, і вже винайшли такий параметр стану рослин за допомогою якого можна визначити цей рівень. Але це уже тема для ще однієї програми." |

Під керівництвом Є. Л. Кордюм захищено 18 дисертацій, у тому числі кілька докторських.
Авторка понад 400 наукових праць (в тому числі 11 монографій), значна частина яких опублікована в закордонних виданнях.
Є. Л. Кордюм працювала головою секції «Космічна біологія, біотехнологія та медицина» в Раді з космічних досліджень НАН України та керівницею програми з космічної біології та медицини в рамках Національної космічної програми України.
З 1994 р. обрана дійсним членом Міжнародної академії астронавтики, членом Міжнародного комітету з космічних досліджень, Комісії з освоєння космічного простору, Міжнародного товариства з гравітаційної фізіології, Європейської асоціації з низької гравітації, Американського товариства біологів рослин, Американського товариства з клітинної біології, Американського товариства з гравітаційної і космічної біології, Японського товариства фізіологів рослин, Американського біографічного інституту та його Дослідницької ради, Міжнародної асоціації статевого відтворення рослин.
Як дійсний член Міжнародної Академії астронавтики вчена регулярно відвідувала конференції КОСПАР (Комісія з освоєння космічного простору), МАФ (Міжнародна астронавтична федерація) та інші конференції з питань гравітаційної фізіології. Єлизавета Львівна брала участь у численних міжнародних фахових конференціях у багатьох країнах, зокрема у Канаді, США, Франції, Фінляндії, Німеччині, Угорщині, Ізраїлі, Греції, Польщі, Китаї тощо.

## Родина
- Мати — Олена Дмитрівна Вісюліна (1898—1972) — українська вчена у галузі ботаніки, доктор біологічних наук (1956);
- Батько — Лев Абрамович Гордон —працював до війни в Українському науково-дослідному інституті педагогіки разом із Григорієм Силовичем Костюком, з яким товаришував[5];
- Чоловік — Віталій Арнольдович Кордюм (нар. 1931 р.) — український медичний генетик, доктор біологічних наук, професор, член-кореспондент Національної академії наук України, академік Академії медичних наук України, лауреат Державної премії України в галузі науки і техніки (1979) за цикл робіт з космічної біології.
- Донька — Марія Пилипенко.

## Нагороди та премії
- Повний кавалер ордена княгині Ольги (1998[6], 2003[7], 2007[8]).
- Державна премія УРСР у галузі науки і техніки (1979).
- Премія імені М. Холодного АН УРСР (1979).
- Премія Міжнародної академії астронавтики (2011),
- Золота, дві срібні та три бронзові медалі ВДНГ СРСР (1978—1988),
- Почесні дипломи та медалі Американського біографічного інституту та Міжнародної біографічної асоціації (1991—2010),
- Пам'ятна медаль Ю. В. Кондратюка (1998),
- Відзнака НАН України «За наукові досягнення» (2007).